# Melhor da Tarde
Melhor da Tarde foi um programa vespertino de variedades voltado para o público feminino exibido pela Band entre 4 de junho de 2001 e 23 de setembro de 2005.

## História
Apresentado inicialmente por Astrid Fontenelle, Leão Lobo e Aparecida Liberato, o programa exibia notícias do dia, debates, prestação de serviços, temas de família e femininos (moda, artesanato, culinária, saúde e beleza), fofocas, numerologia, além de entrevistas e notícias "quentes", com flashes ao vivo da jornalista Luciana Liviero. Era dividido em duas partes: das 12h30 às 15h era direcionado à região da Grande São Paulo, e das 15h00 às 16h30 para todo o Brasil. Em 2003 deixam o programa Leão Lobo, que ganha seu próprio programa de fofocas na emissora, o De Olho nas Estrelas, e Aparecida Liberato, que rescindiu seu contrato. Em 21 de fevereiro de 2005, sai Astrid e entra em cena Leonor Corrêa, que voltou o foco do programa para temas como dietas, emagrecimento, alimentação, cirurgia de redução do estômago, beleza, além de notícias de São Paulo e nacionais. A audiência do programa, depois que Astrid Fontenelle saiu e foi substituída por Leonor Corrêa, aumentou apenas meio ponto.
Em 23 de setembro de 2005 Claudete Troiano é contratada para comandar o programa Pra Valer nas tardes da emissora, fazendo com que o Melhor da Tarde fosse finalizada após a grade da emissora sofrer uma reformulação.
Em 2018 ocorreu a estreia do Melhor da Tarde com Catia Fonseca, um programa no mesmo formato, comandado por Catia Fonseca.

## Equipe

### Apresentadores
- Astrid Fontenelle (2001–05)
- Leonor Corrêa (2005)

### Colunistas
- Luciana Liviero (2001-??)
- Leão Lobo (2001–03)
- Aparecida Liberato (2001–03)